# Acta Zoologica: Morphology and Evolution
Acta Zoologica: Morphology and Evolution is een internationaal, aan collegiale toetsing onderworpen wetenschappelijk tijdschrift op het gebied van de anatomie, morfologie en zoölogie. De naam wordt in literatuurverwijzingen meestal afgekort tot Acta Zoolog. Het wordt uitgegeven door Wiley-Blackwell namens de Zweedse Kungliga Vetenskapsakademien en de Deense Kongelige Danske Videnskabernes Selskab. Het is opgericht in 1920 en verschijnt 4 keer per jaar.